# Monte Dolent
Il monte Dolent (pron. fr. AFI: [dɔlɑ̃] - 3.820 m s.l.m.) è una montagna che si trova nella parte settentrionale delle Alpi del Monte Bianco nel massiccio Dolent-Argentière-Trient, tra i comuni di Courmayeur (Italia) e di Orsières (Svizzera).

## Caratteristiche
La cima piramidale del monte è popolarmente considerata come triplice frontiera. In realtà, il punto dove effettivamente si congiungono le tre linee di frontiera delle nazioni sulle quali si estendono le Alpi del Monte Bianco (Italia, Svizzera e Francia) è la quota 3.749 m, posta a nord-ovest della cima principale. Nei tre versanti del monte prendono forma rispettivamente tre ghiacciai: nel versante italiano il ghiacciaio di Pré de Bar, nel versante francese il ghiacciaio d'Argentiere e in quello svizzero il ghiacciaio del Dolent.

## Storia
La prima ascensione fu compiuta il 9 luglio 1864 da Edward Whymper, Anthony-Adams Reilly, Michel Croz, Henri Charlet e Michel Payot.
La prima scalata invernale fu invece fatta il 12 marzo 1911 da una cordata composta da G. Couchepin, O. Dehms, J. Sautier e R. Schanze con M. Crettez.
Dalla triplice frontiera del Monte Dolent si diparte verso est la Frontiera Nord, il complesso sistema difensivo concepito a partire dal 1872 a protezione del neonato Regno d'Italia da eventuali aggressioni provenienti d'oltralpe lungo il confine con la Confederazione Elvetica. Al capo opposto della Frontiera nord, il corrispettivo orientale del Monte Dolent è la Dreisprachenspitze. Successivamente, nel corso degli anni '30 del Novecento, alcune opere selezionate della Frontiera Nord sono state integrate nel dispositivo difensivo del Vallo Alpino del Littorio.

## Salita alla vetta
La via normale di salita alla vetta si svolge sul versante italiano partendo dal rifugio Elena e passando dal bivacco Fiorio. Dal bivacco si risale il ghiacciaio di Pré de Bar fino ad uscire sulla cresta finale che conduce in vetta.

## Rifugi
I rifugi costruiti intorno al monte e che ne facilitano l'ascesa alla vetta sono:
- rifugio Elena - 2062 m
- bivacco Fiorio - 2.800 m
- Cabane de l'A Neuve - 2761 m
- rifugio d'Argentière - 2771 m